# Fallout
Fallout (também conhecido como Fallout: A Post Nuclear Role Playing Game) é um jogo eletrônico de RPG de 1997 desenvolvido e publicado pela Interplay Productions, ambientado em um mundo pós-apocalíptico e retro-futurista de meados do século 22, décadas após uma guerra nuclear entre os Estados Unidos e a China. O protagonista de Fallout, o Vault Dweller, habita um refúgio nuclear subterrâneo. O jogador deve vasculhar os Ermos ao redor em busca de um chip de computador que possa consertar o sistema de abastecimento de água com falha do Refúgio. Eles interagem com outros sobreviventes, alguns dos quais lhes dão missões, e se envolvem em combates por turnos.
Tim Cain começou a trabalhar em Fallout em 1994. Ele começou e foi conceituado como baseado no RPG GURPS, mas depois que a Steve Jackson Games se opôs à violência de Fallout, Cain e o designer Christopher Taylor criaram um novo esquema de personalização de personagens, S.P.E.C.I.A.L. A Interplay inicialmente deu pouca atenção ao jogo, mas acabou gastando US $ 3 milhões e empregou até trinta pessoas para desenvolvê-lo. A Interplay considerou Fallout o sucessor espiritual de seu RPG de 1988, Wasteland, e se inspirou artisticamente na literatura e na mídia dos anos 1950 emblemáticas da Era Atômica, bem como nos filmes Mad Max e O menino e seu cachorro. As missões foram intencionalmente feitas moralmente ambíguas. Após três anos e meio de desenvolvimento, Fallout foi lançado na América do Norte em outubro de 1997.
Fallout foi aclamado por sua jogabilidade aberta, sistema de personagens, enredo e cenário. Ele ganhou o prêmio de "Jogo de RPG do Ano" da GameSpot e da Computer Games Magazine e foi indicado pela Academia de Artes e Ciências Interativas no Spotlight Awards. Fallout foi um sucesso comercial, vendendo mais de meio milhão de cópias em todo o mundo. Muitas vezes listado entre os maiores videogames de todos os tempos, Fallout foi creditado por renovar o interesse do consumidor no gênero de RPG. Ele gerou a franquia Fallout, cujos direitos foram comprados em 2007 pela Bethesda Softworks.

## Jogabilidade

### Criação de personagem
Fallout é um videogame de RPG. O jogador começa selecionando um dos três personagens ou um com atributos personalizados pelo jogador. O protagonista, conhecido como Vault Dweller  tem sete estatísticas primárias que o jogador pode definir: força, percepção, resistência, carisma, inteligência, agilidade e sorte. Cada estatística pode variar de um a dez, desde que sua soma não exceda 40. Duas outras estatísticas definidas durante a criação do personagem são habilidades e características. Todas as 18 habilidades são habilidades aprendidas, sua eficácia determinada por um valor percentual. Suas eficácias iniciais são determinadas pelas estatísticas primárias, mas três podem ser marcadas e receber um aumento de 20%. Traços são qualidades de caráter com efeito positivo e negativo; O jogador pode pegar até dois de uma lista de dezesseis. Durante o jogo, o jogador pode coletar pontos de experiência por meio de várias ações. Para acumular pontos de experiência, o jogador subirá de nível e poderá aumentar suas habilidades em um determinado número de pontos. A cada três (ou quatro com a característica Habilidosa), o jogador pode conceder a si mesmo uma habilidade especial, conhecida como vantagens. Existem 48 vantagens (mais duas vantagens extras que só podem ser obtidas usando certos tipos de armadura) e cada uma tem pré-requisitos que devem ser atendidos. Por exemplo, "Animal Friend", que impede que os animais ataquem o personagem do jogador, exige que o jogador esteja no nível nove, tenha uma inteligência de cinco e tenha uma habilidade de homem ao ar livre de 25%.

### Exploração e combate
Em Fallout, o jogador explora o mundo do jogo de uma perspectiva trimétrica e interage com personagens não-jogáveis (NPCs). Os personagens variam em sua quantidade de diálogo; alguns dizem falas curtas, enquanto outros falam por um longo tempo. Personagens significativos são ilustrados com modelos 3D, conhecidos como "cabeças falantes", durante as conversas. O jogador pode trocar com outros personagens ou comprar mercadorias usando tampinhas de garrafa como moeda. O jogo possui companheiros que o jogador pode recrutar para exploração e combate, embora não possam ser controlados diretamente.
Existem três missões principais em que a conclusão é necessária, duas delas dadas após a conclusão da primeira. A primeira missão principal tem um limite de tempo de 150 dias no jogo; O jogo termina se o jogador não conseguir completá-lo dentro do tempo estipulado. Alguns personagens dão missões secundárias ao jogador; Se o jogador os resolver, ele recebe pontos de experiência e, ocasionalmente, uma recompensa na forma de dinheiro e/ou bens. O jogador pode utilizar o PIP-Boy 2000, um computador vestível portátil que rastreia essas missões. Muitas missões apresentam várias soluções; muitas vezes podem ser concluídos por meio de diplomacia, combate ou furtividade, e alguns permitem soluções não convencionais ou contrárias à tarefa original.  Com base em como eles completaram as missões, o jogador pode ganhar ou perder pontos de reputação, que determinam como os outros os tratam. As ações do jogador ditam quais histórias futuras ou oportunidades de jogo estão disponíveis e o final.
O combate é baseado em turnos e usa um sistema de pontos de ação, o número de pontos de ação disponíveis dependendo de certas vantagens e a alocação do jogador na estatística de agilidade. Durante cada turno, várias ações podem ser executadas pelo jogador até que ele fique sem pontos de ação. Diferentes ações, como atacar, mover, recarregar, interagir com objetos no meio do combate e acessar o inventário, consomem diferentes quantidades de pontos. O jogador pode alternar rapidamente entre duas armas equipadas e pode adquirir uma gama diversificada de armas muitas das quais podem atingir áreas específicas de inimigos. Se o jogador não tiver equipado nenhuma arma, ele pode socar ou chutar.

## Enredo

### Contexto
Em 23 de outubro de 2077, uma guerra nuclear mundial entre os Estados Unidos e a China após um conflito global causado pela escassez de recursos devastou o mundo e destruiu a civilização moderna. Os eventos de Fallout acontecem quase um século depois, em 2161, e seguem o Vault Dweller, um humano nascido e criado dentro do Refúgio13, um dos vários abrigos nucleares de alta tecnologia construídos para proteger os sobreviventes. Os que estão na superfície vivem dos restos do velho mundo.
O Refúgio 13 está localizado sob as montanhas do sul da Califórnia. O Vault Dweller pode explorar grandes assentamentos, incluindo Junktown, que está atolado em conflito entre o xerife local Killian Darkwater (Richard Dean Anderson) e o criminoso Gizmo (Jim Cummings); o Hub, uma movimentada cidade mercantil com oportunidades de emprego;  Necropolis, uma cidade fundada por Necróticos, humanos mutados por radiação, que são revelados como os antigos habitantes do Refúgio 12. A jornada do Vault Dweller também os coloca em contato com várias facções, incluindo a Irmandade do Aço, uma ordem militar quase religiosa dedicada a encontrar e restaurar a tecnologia pré-guerra, os Filhos da Catedral, um culto religioso otimista; e os Super Mutantes, um exército de humanoides praticamente imortais imunes à radiação.

### Personagens
O jogador controla o Vault Dweller, que é enviado para Ermos para salvar seu refúgio. O Vault Dweller pode ser personalizado ou baseado em um dos três personagens pré-gerados: Albert Cole, um negociador e líder carismático com formação jurídica; Natalia Dubrovhsky, uma acrobata talentosa e neta inteligente e engenhosa de um diplomata russo no consulado soviético pré-guerra em Los Angeles; e Max Stone, a maior pessoa do Refúgio que é conhecida por sua força, resistência e falta de inteligência. Os três personagens apresentam uma abordagem diplomática, enganosa ou combativa do jogo, respectivamente. Embora o personagem possa ser masculino ou feminino, o Vault Dweller é canonicamente masculino.
Os quatro companheiros que o jogador pode recrutar são: Ian, um guarda mercenário de Shady Sands; Tycho, um desert ranger; Dogmeat, um cão leal incansável; e Katja, membro de uma organização chamada Seguidores do Apocalipse. Outros personagens principais incluem Vault Boy, o mascote da Vault-Tec, os criadores dos Refúgios; Killian Darkwater, prefeito, xerife e lojista de Junktown;  e o Mestre (Cummings e Kath Soucie), líder dos Super Mutantes e o principal antagonista.

### História
No Refúgio 13, o Chip de Água, um componente de computador responsável pela reciclagem de água e maquinário de bombeamento do Refúgio, para de funcionar. Com apenas 150 dias antes que as reservas de água sequem, o Supervisor do Refúgio (Ken Mars) encarrega o Vault Dweller de encontrar um substituto. Armado com o PIPBoy 2000 e equipamentos escassos, o Vault Dweller deixa o Refúgio 13 para a fonte mais próxima de ajuda possível, o Refúgio 15, mas o encontra abandonado e em ruínas. O Vault Dweller então explora o deserto e localiza um chip substituto no Refúgio 12 destruído, embaixo de Necrópolis.
O Vault Dweller retorna ao Refúgio13 com o chip e o sistema de água é reparado. No entanto, o Supervisor fica preocupado com os mutantes relatados pelo Vault Dweller. Acreditando que as mutações são muito difundidas e extremas para serem uma ocorrência natural, o Supervisor atribui ao Vault Dweller uma nova tarefa: encontrar e parar a fonte das mutações. Informações descobertas em todo o deserto revelam que os humanos estão sendo capturados e transformados em Super Mutantes pela exposição ao Vírus Evolucionário Forçado (FEV). Os Super Mutantes são liderados pelo Mestre, que pretende transformar cada ser humano em um Super Mutante e estabelecer a "unidade" na Terra. Os Filhos da Catedral são uma fachada criada pelo Mestre, que os está usando para enganar os humanos à submissão pacífica.
Para parar as mutações, o Vault Dweller deve destruir os tonéis contendo o F.E.V. e matar o Mestre; A ordem das tarefas é escolhida pelo jogador. O Vault Dweller viaja para a Base Militar de Mariposa para destruí-la e os tonéis dentro dela, impedindo a criação de mais Super Mutantes. Para matar o Mestre, o Vault Dweller viaja para a base dos Filhos da Catedral e localiza um protótipo de Refúgio abaixo dele, de onde o Mestre comanda seu exército. O Vault Dweller se infiltra no Refúgio e pode optar por convencer o Mestre de que seu plano falhará porque os Super Mutantes são inférteis, matá-lo imediatamente ou desencadear uma explosão que destrói a Catedral. O Vault Dweller retorna ao Refúgio 13, mas é impedido de entrar pelo Supervisor, que teme que eles tenham sido mudados por suas experiências e os contos de suas façanhas e realizações encorajem os habitantes a abandonar o Refúgio. Como tal, o Supervisor exila o Vault Dweller para os Ermos. Fallout conclui com o legado das decisões do Vault Dweller sobre as sociedades e pessoas que eles encontraram.
Além disso, há um final alternativo se o jogador optar por se juntar ao mestre. Este final tem o personagem do jogador mergulhado no F.E.V. e transformado em um super mutante, que então retorna ao Refúgio 13 com o exército do mestre e massacra seus habitantes, como testemunhado nas imagens de segurança. 

## Desenvolvimento

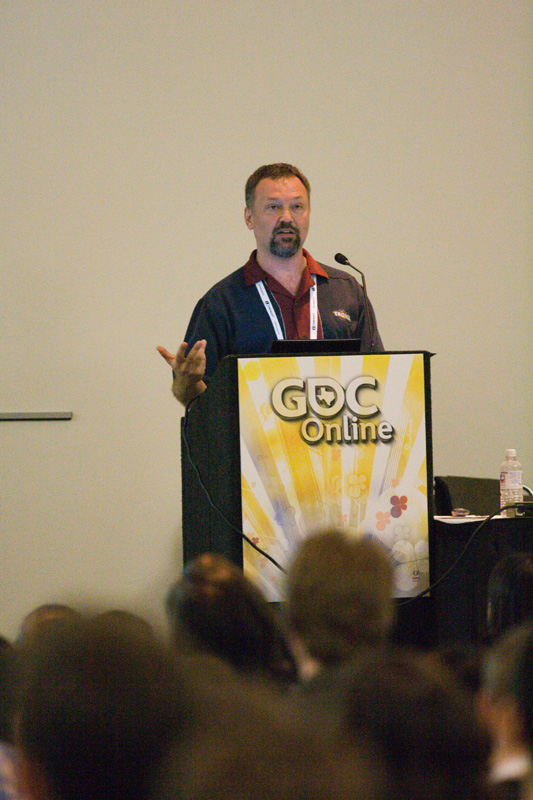
Tim Cain (foto em 2010) foi o criador, produtor e um dos programadores de Fallout.

O desenvolvimento de Fallout começou no início de 1994. Inicialmente, a Interplay deu pouca atenção ao jogo e nos primeiros seis meses, o programador Tim Cain foi o único desenvolvedor. Cain acabou contando com a ajuda dos funcionários da Interplay durante seu tempo livre. A equipe de desenvolvimento - liderada por Cain, o designer Christopher Taylor e o diretor de arte Leonard Boyarsky - alcançou 15 pessoas em 1995. Em 1996, o produtor Feargus Urquhart recrutou alguns trabalhadores da Interplay, expandindo a equipe para 30. Cain considerou a equipe "incrível" por sua dedicação, enquanto Urquhart descreveu o trabalho sob a Interplay como "caos mal controlado".
O título provisório, Vault-13: A GURPS Post-Nuclear Role-Playing Game, foi rejeitado como inadequado. Armageddon foi considerado como uma alternativa, mas já estava em uso para outro projeto da Interplay (que mais tarde foi cancelado). O presidente da Interplay, Brian Fargo, sugeriu o título Fallout. A Interplay pretendia usar "I Don't Want to Set the World on Fire" dos Ink Spots como música tema, mas foi prejudicada por um problema de direitos autorais, então usou outra música do Ink Spots, "Maybe". O desenvolvimento foi concluído em 1º de outubro de 1997, após três anos e meio e um custo total de aproximadamente US$ 3 milhões (~US$ 5,29 milhões em 2023).

### Motor e design

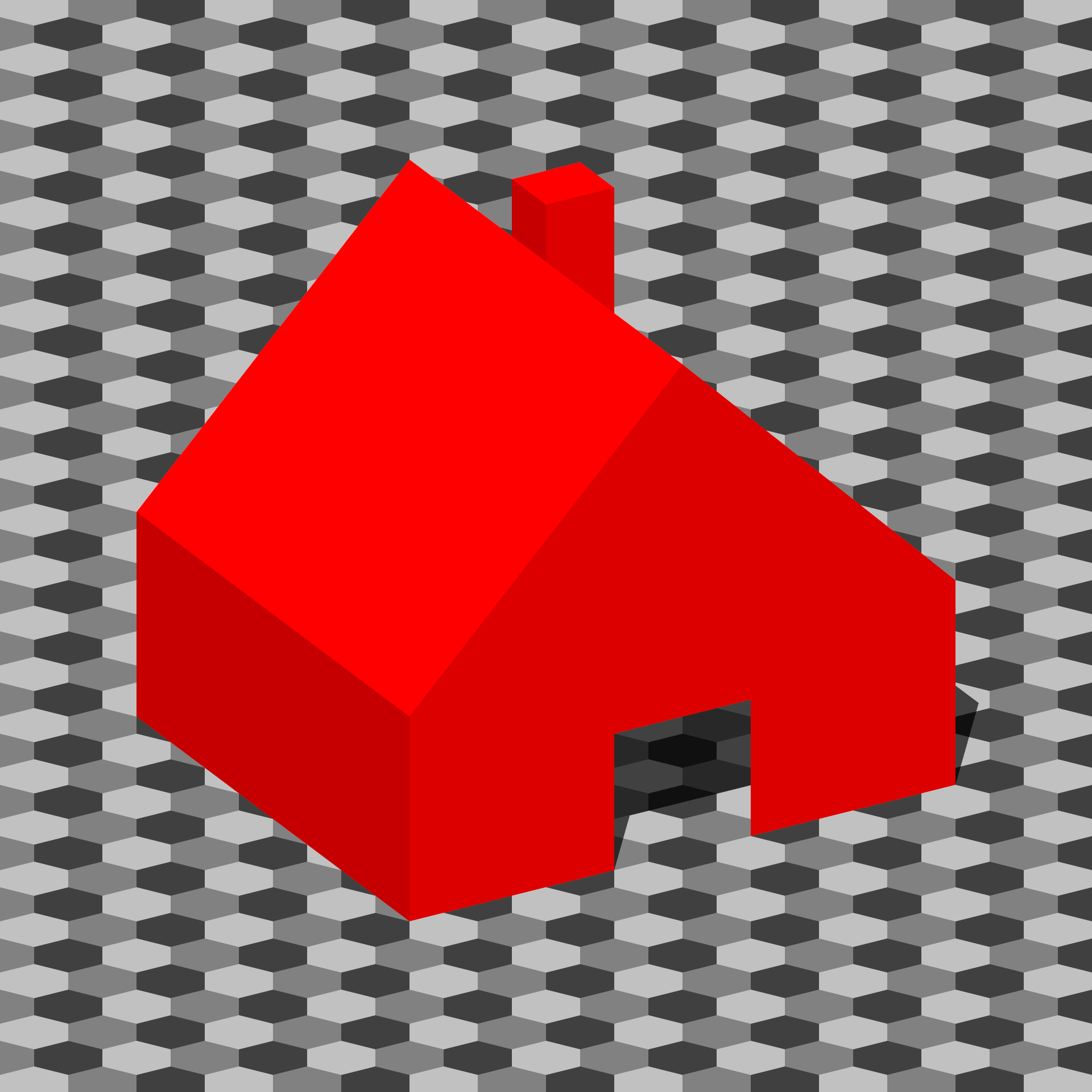
Renderização POV-Ray imitando a projeção oblíqua e a grade hexagonal de Fallout

Fallout começou como um motor de jogo que Cain estava desenvolvendo durante seu tempo livre, baseado no RPG de mesa Generic Universal RolePlaying System (GURPS). Ele entrou em um desenvolvimento mais coordenado depois que Cain convenceu Fargo de seu potencial, e a Interplay anunciou que havia adquirido a licença GURPS em 1994. O primeiro protótipo de Fallout foi concluído naquele ano.
A equipe considerou fazer o jogo em primeira pessoa e 3D, mas descartou a ideia porque os modelos não teriam a quantidade desejada de detalhes. Em vez disso, eles selecionaram uma projeção oblíqua, produzindo uma perspectiva trimétrica. Projetado para ser de mundo aberto e não linear, Fallout foi equilibrado para que, mesmo que as missões secundárias sejam opcionais, os personagens que não melhoram suas habilidades e experiência através delas estariam muito mal equipados para terminar. No entanto, Taylor também adicionou o limite de tempo de 150 dias ao jogo para manter o jogador focado nas missões principais.
O jogo quase foi cancelado no final de 1994 depois que a Interplay adquiriu as licenças das franquias Forgotten Realms e Planescape de Dungeons & Dragons, mas Cain convenceu a Interplay a deixá-lo terminar. Após o sucesso do jogo eletrônico Diablo, lançado em janeiro de 1997, Cain resistiu à pressão para converter Fallout em um jogo multijogador em tempo real. Em março de 1997, a Interplay abandonou a licença de GURPS devido a diferenças criativas com o criador de GURPS, Steve Jackson Games. De acordo com a Interplay, Steve Jackson se opôs à quantidade de violência e sangue. A Interplay foi forçada a mudar o sistema GURPS para o sistema S.P.E.C.I.A.L desenvolvido internamente; Taylor e Cain tiveram uma semana para projetá-lo e codificá-lo, respectivamente.

### Conceito e influências

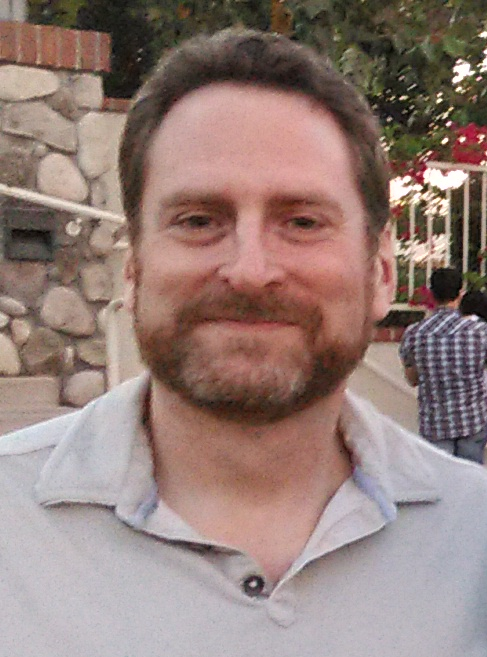
Leonard Boyarsky (foto em 2017) foi o diretor de arte de Fallout.

Antes do término da licença, o motor de Fallout era baseado em GURPS. Cenários de fantasia e viagem no tempo foram considerados antes que a equipe de desenvolvimento decidisse por um cenário pós-apocalíptico. Taylor delineou os objetivos de design em uma declaração de visão, que Cain chamou de inspiração para a equipe de desenvolvimento e "uma das principais razões pelas quais o jogo se encaixou".
Fallout foi um sucessor espiritual do videogame de RPG da Interplay, Wasteland (1988), publicado pela Electronic Arts. Quase todo mundo que trabalhou em Fallout o jogou. A equipe não conseguiu fazer de Fallout uma sequência direta de Wasteland porque a Electronic Arts se recusou a licenciá-lo. A equipe se inspirou para o estilo de arte retro-futurista de Fallout na literatura e mídia dos anos 1950 relacionadas à Era Atômica. Exemplos incluem os filmes Planeta Proibido (1956), O Menino e seu Cachorro (1975) e Mad Max (1979). A influência também foi extraída dos pôsteres otimistas da Guerra Fria, que Boyarsky supostamente amava.
Os refúgios foram influenciados pela base subterrânea em O Menino e seu Cachorro. Cain disse que a equipe "amava o X-COM" e que Fallout apresentava combate semelhante ao do X-COM antes da licença GURPS. Cain admirava Star Control II (1992) e disse que influenciou o design aberto de Fallout. Fallout apresenta muitas referências à cultura popular. A equipe só foi autorizada a incluir referências se a compreensão do material de origem não fosse necessária para que a referência fizesse sentido. Por exemplo, o nome da vantagem Slayer faz referência à série de televisão Buffy the Vampire Slayer, enquanto combina genericamente com seu efeito (transformando todos os ataques em acertos críticos).

### Personagens e escrita
Os sprites em Fallout eram altamente detalhados e exigiam uma quantidade significativa de memória em computadores contemporâneos. 21 NPCs foram dublados por vários atores, incluindo Anderson, Cummings, Soucie, Tony Shalhoub, Keith David, Brad Garrett, CCH Pounder, Tony Jay, Pamela Adlon, Richard Moll, David Warner, Clancy Brown, Kenneth Mars e Ron Perlman, que também dublou o narrador.  Alguns NPCs apresentam modelos 3D durante a conversa chamados de "cabeças falantes", a maioria dos quais foram criados por Scott Redenhizer. Cada um levou oito semanas para ser criado e a gravação de voz levou alguns meses. As cabeças falantes começaram como cabeças esculpidas de argila, que a equipe estudou para determinar quais partes deveriam ser mais animadas. As cabeças foram digitalizadas usando um Faro Space Arm e VertiSketch, com LightWave 3D usado para correções geométricas e os mapas de textura criados no Adobe Photoshop. Grande parte do diálogo falado foi escrito pelo designer Mark O'Green, cujo método de escrita Taylor considerou eficiente e impressionante. Os companheiros, concebidos no final do desenvolvimento, não foram fáceis de implementar. Como resultado, eles estavam repletos de falhas, incluindo uma tendência de atirar no Vault Dweller quando ele está atacando um inimigo. Dogmeat foi o primeiro companheiro adicionado. Tycho era uma referência aos desert rangers de Wasteland.
Cain escreveu o prólogo, que incluía o bordão da franquia "Guerra. A guerra nunca muda". Vault Boy e sua natureza alegre parodiaram como a mídia dos anos 1950 minimizou os perigos da guerra nuclear. Cain, que não gosta quando o personagem do jogador sabe mais do que o jogador, criou a narrativa de Fallout para que o Vault Dweller soubesse tanto quanto o jogador. A equipe de desenvolvimento concebeu uma facção de mutantes que aumentaram suas fileiras mergulhando as pessoas em cubas de vírus. Durante a discussão, alguém se perguntou o que aconteceria se mais de uma pessoa fosse jogada na cuba. A equipe conceituou o líder da facção como uma síntese de um homem, uma mulher e um terminal de computador mutados juntos. Cain gostava de modelar, animar e escrever o diálogo do Mestre, principalmente porque o Mestre alternava entre três vozes: masculina, feminina e eletrônica. A equipe de desenvolvimento ficou confiante em sua visão depois que o diretor de áudio reagiu ao conceito de troca de voz, e todos os departamentos acreditaram que o Mestre seria um grande antagonista.
As missões em Fallout receberam ambiguidade moral, sem soluções claras de certo ou errado. Isso foi feito para que o jogador pudesse fazer a escolha que melhor lhe conviesse. Um exemplo é o encontro final com o Mestre, cujos motivos para estabelecer unidade entre a população dos Ermos e torná-la imune à radiação, transformando-os em mutantes, podem ser percebidos como persuasivos pelo jogador. O designer assistente Scott Bennie descreveu a história de fundo do Mestre, que se vê como um herói bem-intencionado, como um exemplo de sua intenção de "acertar o jogador com uma marreta emocional o mais rápido possível" com o design da história.

## Lançamento
Boyarsky e o artista principal Jason D. Anderson para Fallout. Fallout não teve um trailer, mas uma demo foi lançada em 26 de abril de 1997. Taylor sentiu que a demo não demonstrou bem o Fallout. A embalagem foi projetada para se assemelhar a uma lancheira, e o manual foi projetado para se assemelhar a um guia de sobrevivência para refletir o estilo do jogo. Fallout foi lançado em 10 de outubro de 1997, na América do Norte para MS-DOS e Windows. O jogo foi posteriormente lançado para Mac OS pela divisão MacPlay da Interplay. A versão 1.1 foi lançada em 13 de novembro de 1997, corrigindo muitos bugs na versão original e removendo o limite de tempo de 500 dias. O patch foi lançado para o Mac OS em 11 de dezembro de 1997.
Fallout não foi lançado inicialmente na Europa devido à capacidade do jogador de matar crianças no jogo. A versão 1.2 removeu as crianças de Fallout e foi lançada em uma data não especificada na Europa. A MacPlay, que se tornou independente da Interplay, portou Fallout para o Mac OS X em 2002 como parte de sua "Value Series". Fallout e suas sequências, Fallout 2 e Fallout Tactics: Brotherhood of Steel, foram empacotados como Fallout Trilogy em abril de 2009. Para marcar seu 20º aniversário, o jogo foi temporariamente gratuito no serviço de distribuição digital de jogos eletrônicos da Steam em 30 de setembro de 2017. Também foi incluído no Fallout Anthology em setembro e outubro de 2015 e no Fallout Legacy Collection em outubro de 2019.

## Recepção
Fallout foi aclamado pela crítica, com os críticos considerando-o um dos melhores videogames de RPG da época. PC PowerPlay previu que Fallout reviveria o gênero e pensou que tanto jogadores casuais quanto fãs de RPG iriam gostar do jogo. A GameSpot declarou que, por causa do lançamento de Fallout, os jogadores não precisariam mais esperar por um bom RPG. A Electric Playground disse que "não consegue pensar em outro jogo que chegue nem perto da excelente geração de personagens e sistema de habilidades de Fallout, ótima história e entrega elegante".
Os críticos elogiaram o sistema de estáticas. A GamePro considerou o melhor aspecto e Todd Vaughn, da PC Gamer, achou o sistema "fácil e divertido de usar". The Washington Post elogiou as "compensações realistas" durante a personalização. A Computer Games Strategy Plus disse que o sistema permitia uma variedade de construções de personagens eficazes, e The Electric Playground e PC PowerPlay elogiaram o jogo por permitir que cada habilidade fosse útil. A GameSpot sentiu que "a variedade de personagens que podem ser criados e as experiências verdadeiramente diferentes que cada tipo de personagem pode ter devem satisfazer até mesmo os jogadores de RPG hardcore".
O cenário e a história pós-apocalípticos foram elogiados. O cenário foi elogiado como refrescante para um RPG; Just Adventure disse que Fallout abandonou os cenários tradicionais baseados em fantasia de muitos jogos de RPG. Butcher disse que a aparência, o som e a música ambiente do jogo proporcionaram um ambiente crível e a Computer Games Strategy Plus achou a mistura de sátira e coragem bem executada. GameSpot e The Independent disseram que o enredo era atraente. Os críticos elogiaram a introdução cinematográfica; The Electric Playground chamou-o de "o filme de abertura mais assustador" que ele já viu. Butcher elogiou a capacidade de completar missões de várias maneiras, e a Next Generation descobriu que as missões secundárias eram uma consequência natural da missão principal. A Computer Gaming World, no entanto, disse que o diálogo não foi capaz de explicar a imprevisibilidade do jogador, resultando em um diálogo fora de ordem. Just Adventure considerou o final um dos melhores dos jogos eletrônicos.
O cenário e a história pós-apocalípticos foram elogiados. Várias análises elogiaram sua natureza tática, e a GameSpot achou o sistema de mira satisfatório. A Computer Games Strategy Plus disse que os fãs de RPGs baseados em turnos gostariam muito do combate por causa da grande variedade de armas. Achando o combate irreal, a Computer Gaming World disse que o sistema baseado em turnos "pode entediar ou decepcionar os fãs de Diablo, mas será bem-vindo para a maioria dos RPGs hardcore". Os companheiros foram criticados porque o jogador não podia controlá-los diretamente. Vaughn disse que o combate era ótimo quando jogava sem companheiros e frustrante quando jogava com eles.

### Vendas
Fallout foi um sucesso comercial, embora não fosse tão popular quanto outros videogames de RPG, como Baldur's Gate e Diablo. Não atendeu às expectativas de vendas, mas desenvolveu fãs e vendeu cópias suficientes para uma sequência ser produzida. Nos Estados Unidos, estreou em 12º lugar no ranking de vendas de jogos de computador da PC Data em outubro de 1997. A CNET Gamecenter observou que o jogo fazia parte de uma tendência de sucessos de RPG naquele mês, ao lado de Ultima Online e Lands of Lore 2: Guardians of Destiny, e disse: "Se a lista de outubro é uma indicação, [os jogos de RPG] estão de volta." Fallout vendeu 53.777 cópias nos EUA até o final de 1997.
Em todo o mundo, mais de 100.000 cópias foram vendidas até dezembro de 1997, e Erik Bethke relatou vendas de mais de 120.000 cópias após um ano. Em março de 2000, 144.000 cópias foram vendidas apenas nos EUA. A GameSpot chamou isso de "vendas muito boas, especialmente porque os números gerais [mundiais] são provavelmente o dobro desses valores". Fallout foi impopular no Reino Unido, onde as vendas para ele e sua sequência totalizaram pouco mais de 50.000 vendas vitalícias combinadas em 2008. Em 2017, Fargo disse em uma entrevista que Fallout vendeu um total de 600.000 cópias. Após o lançamento da adaptação para a televisão de 2024, Fallout experimentou um sucesso comercial renovado. De acordo com os rastreadores de dados Steam Charts e SteamDB, respectivamente, a base de jogadores de Fallout experimentou um aumento de 160%, chegando a 2.300 jogadores.

### Prêmios e elogios
A Academia de Artes e Ciências Interativas nomeou Fallout para "Jogo de Computador do Ano", "Jogo de RPG para Computador do Ano" e "Conquista na Excelência em Som e Música" no Interactive Achievement Awards inaugural. Da mesma forma, a Conferência de Desenvolvedores de Jogos nomeou Fallout para o prêmio Spotlight de "Melhor Aventura/RPG". Fallout recebeu o prêmio de "Melhor RPG" e "Melhor Final" da GameSpot; e foi indicado para o "Jogo do Ano" da GameSpot. Ele também ganhou o prêmio de "Jogo de RPG do Ano" da Computer Games Magazine e da Computer Gaming World.

## Legado

### Influência

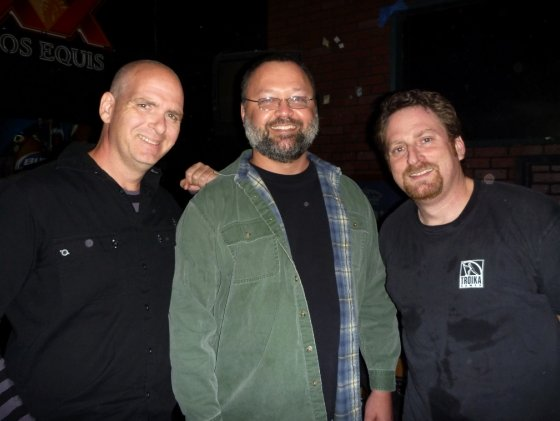
Jason D. Anderson, Cain e Boyarsky (da esquerda para a direita; foto em 2015) deixaram a Interplay para formar a Troika Games.

A década de 1990 viu um declínio na popularidade do gênero de RPG eletrônico como resultado de cenários e ideias obsoletas, competição com outros gêneros e garantia de baixa qualidade. Fallout foi creditado como um dos vários RPGs inovadores que reviveram a popularidade do gênero. Em 2000, Mark H. Walker, da CNET Gamecenter, escreveu: "O gênero RPG estava claramente em queda em meados dos anos 90, mas... o renascimento começou quando o Fallout da Interplay chegou às prateleiras das lojas." Rowan Kaiser, escrevendo para o Engadget, chamou Fallout de "o primeiro RPG moderno".
O cenário pós-apocalíptico de Fallout era novo, já que os jogos de RPG contemporâneos geralmente apresentavam cenários de fantasia inspirados em Tolkien. Fallout também se destacou por seu foco no personagem do jogador, como suas escolhas impactaram o mundo e a jogabilidade em mundo aberto. Matthew Byrd, do Den of Geek, escreveu que o afastamento de Fallout da jogabilidade inspirada no RPG de mesa Dungeons & Dragons, predominante em RPGs na época, o tornou influente. Kaiser afirmou que qualquer jogo moderno com um sistema de moralidade poderia ser vinculado a Fallout. Na Conferência de Desenvolvedores de Jogos de 2012, Cain fez uma apresentação sobre o desenvolvimento de Fallout e notou características que foram compartilhadas por jogos de RPG subsequentes, incluindo jogabilidade de mundo aberto, moralidade ambígua e vantagens.
A Polygon descreveu Fallout como "um dos jogos mais influentes de seu tempo". Depois de deixar a Interplay em 1998, Cain, Boyarsky e Anderson formaram a Troika Games e criaram Arcanum: Of Steamworks and Magick Obscura (2001). Cain considerou Fallout um "trampolim" para a criação de Arcanum. Anos depois, trabalhando para a Obsidian Entertainment, Cain e Boyarsky criaram The Outer Worlds (2019), um videogame de RPG influenciado por Fallout. Depois que a série Fallout se tornou popular, Wasteland 2 (2014) foi lançado por Fargo e desenvolvido pela inXile Entertainment, que Fargo fundou, com uma equipe de design com Anderson e o compositor de Fallout, Mark Morgan. A PC Gamer descobriu que Wasteland 2 é mais parecido com os dois primeiros jogos Fallout do que o Wasteland original. Outros funcionários da equipe de desenvolvimento de Fallout trabalharam em jogos que foram influenciados por Fallout, como Neverwinter Nights 2 (2006) e Alpha Protocol (2008). Um recurso semelhante às vantagens em Fallout, chamado "feats", foi adicionado à terceira edição de Dungeons & Dragons. Outros jogos com características semelhantes, de acordo com Cain, incluem World of Warcraft (2004) e Oblivion (2006). Tanto Metro 2033 (2010) quanto Atom RPG (2018) são jogos pós-apocalípticos que foram influenciados por Fallout. Outros jogos influenciados incluem Deus Ex (2000), Dark Angel: Vampire Apocalypse (2001), e Weird West (2022).

### Recepções da época
Fallout continua a receber elogios e é considerado um dos melhores jogos de RPG para PC. Os críticos da época consideraram o jogo inovador e elogiaram sua ambientação, tom sombrio, mecânica de jogo e sistema de personagens.  Vários críticos também acharam o jogo desatualizado, mas ainda assim, agradável. As avaliações críticas da qualidade de Fallout em relação às suas sequências diferem. GamesRadar+ classificou-o em baixo entre a franquia, IGN classificou-o no meio, e Kotaku e Paste Magazine classificaram-no alto.
Os críticos destacaram particularmente o Mestre, o vilão do jogo. A GameSpot destacou a dublagem de Jim Cummings como o Mestre como "arrepiante" e o considerou "um dos antagonistas mais memoráveis da história dos jogos de computador". O encontro final com o Mestre foi elogiado por suas múltiplas soluções que aproveitaram o sistema de personagens, com a luta contra o chefe em si sendo opcional.(p. 2) Vários jornalistas elogiaram especialmente a opção de convencer o Mestre de que ele está errado, com Kotaku descrevendo-o como "inesquecível", e UGO descrevendo-o como "divertido". IGN disse que essa habilidade mencionada provou que, em jogos de RPG, o diálogo pode ser tão válido quanto a luta. Elogiando o confronto final, Mike Williams, da USGamer, disse: "Mesmo no final, Fallout é sobre a escolha do jogador, e as escolhas disponíveis para você são muito inteligentes". GamesRadar+ chamou o encontro do jogador com o Mestre de "um dos dispositivos de narrativa mais marcantes de sua época", e IGN chamou de um dos momentos mais memoráveis da franquia.

### Franquia
Fallout foi seguido por uma série de sequências e spin-offs, muitas vezes diferentes em gênero e ambientação do jogo original. Cain não trabalhou em nenhuma sequência e spin-offs além do brainstorming para Fallout 2, e deixou a Interplay durante seu desenvolvimento. A Interplay detinha os direitos de Fallout até 2007, quando foram comprados pela Bethesda Softworks. O primeiro jogo Fallout desenvolvido pela Bethesda foi Fallout 3. A franquia foi aclamada, influente entre os desenvolvedores e entre as mais populares da indústria de videogames. Vault Boy foi considerado um mascote icônico da franquia. Outros elementos recorrentes incluem os Super Mutantes, a Irmandade do Aço, o PIPBoy (conhecido como Pip-Boy em jogos posteriores), e a Armadura Potente.
Três sequências foram lançadas: Fallout 2 em 1998, Fallout 3 em 2008, e Fallout 4 em 2015. Todos receberam críticas positivas. Spin-offs incluem Fallout Tactics: Brotherhood of Steel em 2001, Fallout: Brotherhood of Steel em 2004, Fallout: New Vegas em 2010, Fallout Shelter em 2015, e Fallout 76 em 2018. Fallout Tactics: Brotherhood of Steel e Fallout: New Vegas receberam críticas positivas, enquanto Fallout: Brotherhood of Steel, Fallout Shelter e Fallout 76 receberam críticas mistas.

### Outras mídias
Em 1998, a Interplay escreveu um roteiro para uma adaptação cinematográfica de Fallout, a ser produzida por seu estúdio Interplay Films. A adaptação foi cancelada após a dissolução da Interplay Films em 2000. Ao longo de 2002, Chris Avellone, um designer de Fallout 2, compilou pesquisas do mundo de Fallout e lançou uma série de edições conhecidas como Fallout Bible. Após a aquisição da franquia Fallout pela Bethesda, a Fallout Bible tornou-se não-canônica. Morgan lançou um álbum de trilha sonora remasterizado para Fallout em 10 de maio de 2010.
Uma adaptação televisiva da franquia de jogos eletrônicos, anunciada em julho de 2020 com Lisa Joy e Jonathan Nolan como produtores executivos, estreou no Amazon Prime Video em 10 de abril de 2024, com recepção positiva de críticos e fãs. Em um vídeo do YouTube, Cain elogiou a adaptação por combinar com o clima da série e por seus easter eggs e personagens. Ele também defendeu a adaptação das acusações de contradizer o cânone de Fallout. O sucesso da adaptação no Amazon Prime Video levou a um sucesso comercial renovado dos videogames Fallout, incluindo o jogo original; de acordo com o Steam Charts, ele experimentou o maior aumento percentual na base de jogadores em 160%.